# Rheinische Landeszeitung
Die Rheinische Landeszeitung war eine nationalsozialistische deutsche Tageszeitung mit Redaktionssitz in Düsseldorf, die von 1935 bis 1945 erschien.

## Geschichte
Vorgänger der Rheinischen Landeszeitung war die Volksparole, die am 1. Juli 1930 als erste Zeitung der NSDAP in Düsseldorf gegründet worden war. Ihr Herausgeber war der Gauleiter Friedrich Karl Florian. Am 16. Juli 1930 erschien erstmals eine Wuppertaler Lokalausgabe unter dem Titel Wuppertaler Zeitung. In Solingen (ab dem 13. Mai 1932) und an anderen Orten im Bergischen Land erschienen Lokalausgaben als Bergischer Beobachter.
Nach der Machtergreifung übernahm der Völkische Verlag drei Zeitungen aus dem Verlag von Heinrich Droste: den Düsseldorfer Stadt-Anzeiger (vor 1926 Düsseldorfer Zeitung), den Rheinischen Anzeiger für Krefeld und die Gladbach-Rheydter Zeitung. Der Stadt-Anzeiger wurde ab dem 11. Mai mit der Volksparole verschmolzen und erschien unter dem Namen Volksparole. Düsseldorfer Stadtanzeiger. Amtliches Organ der NSDAP. Die Mitarbeiter des Stadt-Anzeigers wurden nicht übernommen.
Am 10. Februar 1935 ging aus der Volksparole die Rheinische Landeszeitung. Volksparole. Amtliches Blatt der NSDAP hervor, die als ihre Aufgabe die „Pflege der Berichterstattung über politische, wirtschaftliche und kulturelle Fragen aus dem Rhein-Maas-Schelde-Mündungsgebiet (Belgien und Holland)“ ausgab. Der Chefredakteur behielt seine Position, doch wurde nur ein Teil der Mitarbeiter der Volksparole übernommen. Die Auflage für Düsseldorf Stadt hatte sich von etwa 48.500 (1930) auf etwa 61.500 (1935) vergrößert. Die Auflage der Gesamtausgabe stieg anschließend von 187.000 (1935) auf 227.000 Stück an. Damit war die seit 1939 unter dem kürzeren Titel firmierende Rheinische Landeszeitung seit 1935 nach dem Völkischen Beobachter die auflagenstärkste Tageszeitung Deutschlands.
Viktor Muckel, nach dem Krieg stellvertretender Geschäftsführer (Verlagsdirektor) der FAZ, war zeitweise Verlagsdirektor der Zeitung.